# Rejanellus pallescens
Rejanellus pallescens är en spindelart som först beskrevs av Bryant 1940.  Rejanellus pallescens ingår i släktet Rejanellus och familjen krabbspindlar. Inga underarter finns listade i Catalogue of Life.